# Euryproctus puritanicus
Euryproctus puritanicus är en stekelart som beskrevs av Davis 1897. Euryproctus puritanicus ingår i släktet Euryproctus och familjen brokparasitsteklar. Inga underarter finns listade i Catalogue of Life.